# أسماك عظائية
الأسماك العظائية (الاسم العلمي: Saurichthyiformes)، وهي مجموعة من أسماك شعاعيات الزعانف كانت موجودة خلال الفترة من العصر البرمي المتأخر حتى بداية الجوراسي الأوسط، وانتشرت في آسيا، وأفريقيا، وأستراليا، وأوروبا وأمريكا الشمالية.